# Состояние
Состоя́ние — понятие, обозначающее множество устойчивых значений переменных параметров объекта.
Состояние характеризуется тем, что описывает переменные свойства конкретного объекта. Состояние устойчиво до тех пор, пока над объектом не будет произведено действие; если над объектом будет произведено некоторое действие, его состояние может измениться.
Последовательная смена состояний объекта называется процессом.

## Примеры различных состояний
- положения тела человека: лежит, сидит, стоит, ходьба, бег;
- состояние головного мозга: сон, бодрствование;
- агрегатное состояние физического вещества: твёрдое тело (кристаллическое, стеклообразное, жёсткое, гибкое), жидкость (вязкая, жидкая), газ, плазма;
- совокупность материального имущества человека также называется его состоянием (см. богатство, капитал);
- в цифровой электронике: двоичный триггер имеет два устойчивых состояния, троичный триггер имеет три устойчивых состояния и т. д.
- в Российской империи: принадлежность к определённым сословиям («податным состояниям», например, городскому состоянию), регулировалась правами состояния.

## Формальное описание состояний
В физике:
- в классической механике — точка в фазовом пространстве;
- в статистической классической механике — функция распределения плотности вероятности в фазовом пространстве;
- состояние квантовой системы — описывается волновой функцией или матрицей плотности, определяемых набором квантовых чисел, характеризующих систему в данный момент времени;

В информатике:
- в теории автоматов понятие «состояние автомата» используют для того, чтобы установить функциональную зависимость генерируемых автоматом символов от символов входного языка при реализации автоматом заданного алгоритма.
- в программировании — набор атрибутов, определяющих поведение объекта; см. Состояние (информатика).

## Понятие «состояние» в английском языке
В английском языке для обозначения понятия «состояние» наиболее часто употребляются два слова: state и condition. Они близки по смыслу, но state является более общим словом, в то время как condition даёт более детальное описание.
State обозначает целостное «состояние» с признанием определённых обстоятельств в определённое время, в которых человек или вещь находятся (от лат. stare — «стоять»). Например, состояние здоровья, психическое состояние, агрегатное состояние физического вещества, квантовое состояние.
Condition обозначает «состояние», но при этом указывает на условия и обстоятельства, вызывающие это состояние (от лат. condicere — «договариваться»). Например, условия жизни, логическое условие, заболевание (подразумевается медицинское состояние, связанное с определёнными симптомами).